# Hagsätra (stacja metra)
Hagsätra – powierzchniowa stacja sztokholmskiego metra, leży w Sztokholmie, w Söderort, w dzielnicy Enskede-Årsta-Vantör, w części Hagsätra. Jest to stacja końcowa zielonej linii T19, poprzednim przystankiem jest Rågsved. Dziennie korzysta z niej około 4 000 osób.
Stacja znajduje się między Huddingevägen i Vintrosagatan, pod stacją leży Olshammarsgatan. Posiada jedno wyjście zlokalizowane na północy można wyjść z niego na Hagsätra torg i Kvarntorpsgränd.. Stację otworzono 1 grudnia 1960. Posiada jeden peron.

## Sztuka
- Trzy obrazy na peronie, Per Carm, 1991[3]
- Melodin som kom bort (pol. Zgubiona melodia), kamienna mozaika w hali biletowej, Britta Simonsson-Örtenholm, 1960. Początkowo była przeznaczona do T-Centralen[4].

## Czas przejazdu
| Linia | Stacja          | Czas przejazdu | Stacja                                                    | Czas przejazdu                            |
| T19   | Hässelby strand | 55 min         | Gullmarsplan Slussen Gamla stan T-Centralen Alvik Åkeshov | 14 min 18 min 19 min 23 min 36 min 43 min |

## Otoczenie
W najbliższym otoczeniu stacji znajdują się:
- Hagsätraskolan
- Hagsätrahallen
- Hagsätra idrottsplats
- Biblioteka
- Ormkärrsskolan
- Ormkärrsbollplan